# Le Monteil (Haute-Loire)
Pour les articles homonymes, voir Le Monteil.
Le Monteil est une commune française située dans le département de la Haute-Loire, en région Auvergne-Rhône-Alpes.

## Géographie

### Localisation
La commune du Monteil se trouve dans le département de la Haute-Loire, en région Auvergne-Rhône-Alpes. Située entre 586 et 786 mètres d'altitude, la commune du Monteil fait partie de la communauté d'agglomération du Puy-en-Velay
Elle se situe à 5,7 km par la route du Puy-en-Velay, préfecture du département.
Les communes les plus proches sont : 
Chadrac (0,8 km), Brives-Charensac (2,3 km), Aiguilhe (2,9 km), Chaspinhac (3,3 km), Le Puy-en-Velay (3,4 km), Polignac (4,4 km), Espaly-Saint-Marcel (4,9 km), Blavozy (5,0 km).
| Polignac |                  | Chaspinhac            |
|          | du Monteil       | Saint-Germain-Laprade |
| Chadrac  | Brives-Charensac |                       |

### Climat
Pour des articles plus généraux, voir Climat d'Auvergne-Rhône-Alpes et Climat de la Haute-Loire.
En 2010, le climat de la commune est de type climat des marges montargnardes, selon une étude du Centre national de la recherche scientifique s'appuyant sur une série de données couvrant la période 1971-2000. En 2020, Météo-France publie une typologie des climats de la France métropolitaine dans laquelle la commune est exposée à un climat de montagne ou de marges de montagne et est dans la région climatique Sud-est du Massif Central, caractérisée par une pluviométrie annuelle de 1 000 à 1 500 mm, minimale en été, maximale en automne.
Pour la période 1971-2000, la température annuelle moyenne est de 9,6 °C, avec une amplitude thermique annuelle de 16,4 °C. Le cumul annuel moyen de précipitations est de 751 mm, avec 7,8 jours de précipitations en janvier et 6,8 jours en juillet. Pour la période 1991-2020, la température moyenne annuelle observée sur la station météorologique de Météo-France la plus proche, « Le Puy-Chadrac », sur la commune de Chadrac à 1 km à vol d'oiseau, est de 10,4 °C et le cumul annuel moyen de précipitations est de 632,0 mm,. Pour l'avenir, les paramètres climatiques de la commune estimés pour 2050 selon différents scénarios d'émission de gaz à effet de serre sont consultables sur un site dédié publié par Météo-France en novembre 2022.

## Urbanisme

### Typologie
Au 1er janvier 2024, Le Monteil est catégorisée ceinture urbaine, selon la nouvelle grille communale de densité à sept niveaux définie par l'Insee en 2022.
Elle appartient à l'unité urbaine du Puy-en-Velay, une agglomération intra-départementale regroupant neuf  communes, dont elle est une commune de la banlieue,,. Par ailleurs la commune fait partie de l'aire d'attraction du Puy-en-Velay, dont elle est une commune de la couronne,. Cette aire, qui regroupe 59 communes, est catégorisée dans les aires de 50 000 à moins de 200 000 habitants,.

### Occupation des sols
L'occupation des sols de la commune, telle qu'elle ressort de la base de données européenne d’occupation biophysique des sols Corine Land Cover (CLC), est marquée par l'importance des territoires agricoles (63,7 % en 2018), en diminution par rapport à 1990 (68,8 %). La répartition détaillée en 2018 est la suivante : 
zones agricoles hétérogènes (37,7 %), zones urbanisées (26,9 %), prairies (26 %), forêts (9,5 %). L'évolution de l’occupation des sols de la commune et de ses infrastructures peut être observée sur les différentes représentations cartographiques du territoire : la carte de Cassini (XVIIIe siècle), la carte d'état-major (1820-1866) et les cartes ou photos aériennes de l'IGN pour la période actuelle (1950 à aujourd'hui).

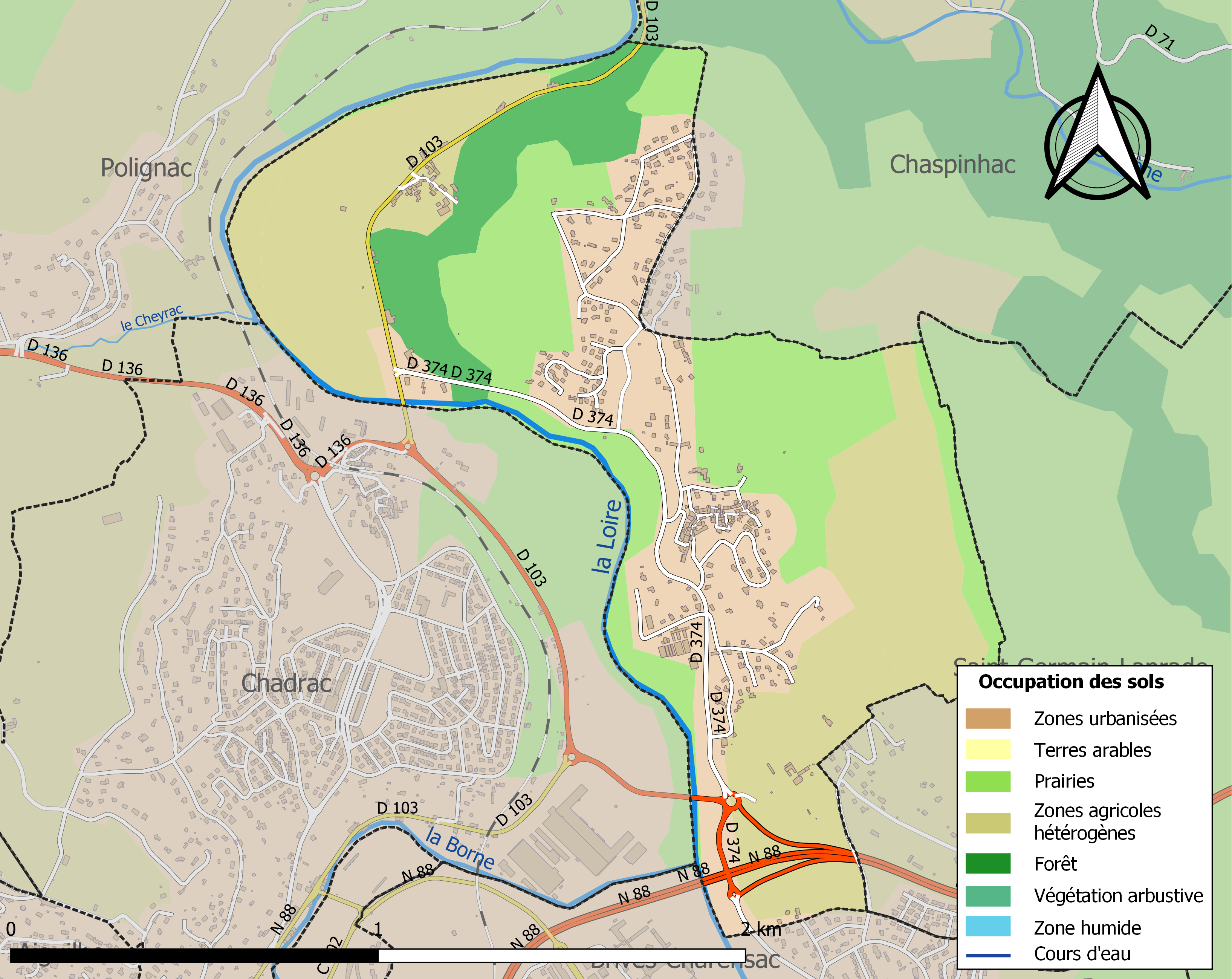
Carte des infrastructures et de l'occupation des sols de la commune en 2018 (CLC).

### Habitat et logement
En 2018, le nombre total de logements dans la commune était de 303, alors qu'il était de 276 en 2013 et de 250 en 2008.
Parmi ces logements, 88,6 % étaient des résidences principales, 5,7 % des résidences secondaires et 5,7 % des logements vacants. Ces logements étaient pour 91,7 % d'entre eux des maisons individuelles et pour 7,6 % des appartements.
Le tableau ci-dessous présente la typologie des logements au Le Monteil en 2018 en comparaison avec celle de la Haute-Loire et de la France entière. Une caractéristique marquante du parc de logements est ainsi une proportion de résidences secondaires et logements occasionnels (5,7 %) inférieure à celle du département (16,1 %) mais supérieure à celle de la France entière (9,7 %). Concernant le statut d'occupation de ces logements, 77,4 % des habitants de la commune sont propriétaires de leur logement (77,7 % en 2013), contre 70 % pour la Haute-Loire et 57,5 pour la France entière.
| Typologie                                               | Le Monteil | Haute-Loire | France entière |
| ------------------------------------------------------- | ---------- | ----------- | -------------- |
| Résidences principales (en %)                           | 88,6       | 71,5        | 82,1           |
| Résidences secondaires et logements occasionnels (en %) | 5,7        | 16,1        | 9,7            |
| Logements vacants (en %)                                | 5,7        | 12,4        | 8,2            |

## Toponymie
Anciennes mentions : Terra del Monteil (1223), Villa de Montilio, in par. S. Petri de Turre (1279), Montilium (1299), Le Monteilh (1546).
Monteil vient du latin monticulus qui signifie petite montagne.

## Histoire
Déjà mentionné en 1095 lors du passage d'Urbain II se rendant à Clermont-Ferrand pour organiser la première croisade, Le Monteil faisait partie de la seigneurie des Polignac.
Le Monteil a longtemps été une région viticole connue pour ses fameux coteaux de la Chaux qui surplombent la Loire et Brives-Charensac.
Globalement, Le Monteil est une commune jeune avec ses lotissements et ses aires de sports bien entretenues.
Seuls l'église du XIXe siècle, le four banal et le bourg qui a la particularité d’être en forme de croissant rappellent l'histoire du Monteil. Historiquement, Le Monteil a toujours fait partie du Velay.
Le 24 novembre 1832 par ordonnance royale, le hameau de Durianne est rattaché au Monteil. Il est détaché de Chadrac : la section A de Chadrac devient la section B du Monteil.

## Politique et administration

### Découpage territorial
La commune du Monteil est membre de la communauté d'agglomération du Puy-en-Velay, un établissement public de coopération intercommunale (EPCI) à fiscalité propre créé le 26 décembre 2016 dont le siège est à Le Puy-en-Velay. Ce dernier est par ailleurs membre d'autres groupements intercommunaux.
Sur le plan administratif, elle est rattachée à l'arrondissement du Puy-en-Velay, au département de la Haute-Loire, en tant que circonscription administrative de l'État, et à la région Auvergne-Rhône-Alpes.
Sur le plan électoral, elle dépend du canton du Puy-en-Velay-2 pour l'élection des conseillers départementaux, depuis le redécoupage cantonal de 2014 entré en vigueur en 2015, et de la deuxième circonscription de la Haute-Loire   pour les élections législatives, depuis le redécoupage électoral de 1986.

### Liste des maires
| Période   | Période   | Identité               | Étiquette | Qualité |
| --------- | --------- | ---------------------- | --------- | ------- |
| 1992      | mars 2014 | Roger Pradier          | DVG       |         |
| mars 2014 | 2020      | Nadine Héritier-Branco |           |         |
| 2020      | En cours  | Christophe Pal         |           |         |

## Population et société

### Démographie

#### Évolution démographique
L'évolution du nombre d'habitants est connue à travers les recensements de la population effectués dans la commune depuis 1793. Pour les communes de moins de 10 000 habitants, une enquête de recensement portant sur toute la population est réalisée tous les cinq ans, les populations de référence des années intermédiaires étant quant à elles estimées par interpolation ou extrapolation. Pour la commune, le premier recensement exhaustif entrant dans le cadre du nouveau dispositif a été réalisé en 2006.

En 2022, la commune comptait 677 habitants, en évolution de +1,8 % par rapport à 2016 (Haute-Loire : +0,36 %, France hors Mayotte : +2,11 %).
| 1793 | 1800 | 1806 | 1821 | 1831 | 1836 | 1841 | 1846 | 1851 |
| ---- | ---- | ---- | ---- | ---- | ---- | ---- | ---- | ---- |
| 301  | 290  | 297  | 261  | 314  | 420  | 408  | 396  | 435  |

| 1856 | 1861 | 1866 | 1872 | 1876 | 1881 | 1886 | 1891 | 1896 |
| ---- | ---- | ---- | ---- | ---- | ---- | ---- | ---- | ---- |
| 330  | 342  | 363  | 346  | 365  | 325  | 364  | 354  | 330  |

| 1901 | 1906 | 1911 | 1921 | 1926 | 1931 | 1936 | 1946 | 1954 |
| ---- | ---- | ---- | ---- | ---- | ---- | ---- | ---- | ---- |
| 330  | 303  | 313  | 236  | 219  | 262  | 243  | 227  | 232  |

| 1962 | 1968 | 1975 | 1982 | 1990 | 1999 | 2006 | 2011 | 2016 |
| ---- | ---- | ---- | ---- | ---- | ---- | ---- | ---- | ---- |
| 234  | 237  | 329  | 446  | 535  | 538  | 564  | 616  | 665  |

| 2021 | 2022 | - | - | - | - | - | - | - |
| ---- | ---- | - | - | - | - | - | - | - |
| 679  | 677  | - | - | - | - | - | - | - |

#### Pyramide des âges
La population de la commune est relativement jeune.
En 2018, le taux de personnes d'un âge inférieur à 30 ans s'élève à 33,9 %, soit au-dessus de la moyenne départementale (31 %). À l'inverse, le taux de personnes d'âge supérieur à 60 ans est de 24,5 % la même année, alors qu'il est de 31,1 % au niveau départemental.
En 2018, la commune comptait 340 hommes pour 340 femmes, soit un taux de 50 % de femmes, légèrement inférieur au taux départemental (50,87 %).
Les pyramides des âges de la commune et du département s'établissent comme suit.
| Hommes | Classe d’âge | Femmes |
| ------ | ------------ | ------ |
| 0,3    | 90 ou +      | 0,0    |
| 5,7    | 75-89 ans    | 8,6    |
| 17,5   | 60-74 ans    | 16,9   |
| 24,9   | 45-59 ans    | 25,4   |
| 16,0   | 30-44 ans    | 17,0   |
| 15,1   | 15-29 ans    | 14,2   |
| 20,5   | 0-14 ans     | 17,9   |

| Hommes | Classe d’âge | Femmes |
| ------ | ------------ | ------ |
| 0,9    | 90 ou +      | 2,5    |
| 8,4    | 75-89 ans    | 11,7   |
| 20,4   | 60-74 ans    | 20,5   |
| 21,3   | 45-59 ans    | 20,3   |
| 16,8   | 30-44 ans    | 16,3   |
| 15,2   | 15-29 ans    | 13,2   |
| 17     | 0-14 ans     | 15,6   |

### Manifestations culturelles et festivités
- Fête patronale du 24 juin avec fête foraine annuelle et bal populaire avec son célèbre « saut du feu de la Saint-Jean ».
- Certaines années : concours de franchissement d'obstacles en 4X4, tournoi de football pour les non-licenciés, course de VTT, championnats inter-lotissements…

## Économie

### Revenus
En 2018, la commune compte 265 ménages fiscaux, regroupant 681 personnes. La médiane du revenu disponible par unité de consommation est de 22 120 € (20 800 € dans le département).

### Emploi
| Division       | 2008  | 2013  | 2018  |
| -------------- | ----- | ----- | ----- |
| Commune        | 4 %   | 6 %   | 4,4 % |
| Département    | 6,3 % | 7,7 % | 7,7 % |
| France entière | 8,3 % | 10 %  | 10 %  |

En 2018, la population âgée de 15 à 64 ans s'élève à 445 personnes, parmi lesquelles on compte 74,3 % d'actifs (69,9 % ayant un emploi et 4,4 % de chômeurs) et 25,7 % d'inactifs,. Depuis 2008, le taux de chômage communal (au sens du recensement) des 15-64 ans est inférieur à celui de la France et du département.
La commune fait partie de la couronne de l'aire d'attraction du Puy-en-Velay, du fait qu'au moins 15 % des actifs travaillent dans le pôle,. Elle compte 70 emplois en 2018, contre 64 en 2013 et 62 en 2008. Le nombre d'actifs ayant un emploi résidant dans la commune est de 314, soit un indicateur de concentration d'emploi de 22,2 % et un taux d'activité parmi les 15 ans ou plus de 60,8 %.
Sur ces 314 actifs de 15 ans ou plus ayant un emploi, 36 travaillent dans la commune, soit 11 % des habitants. Pour se rendre au travail, 91,6 % des habitants utilisent un véhicule personnel ou de fonction à quatre roues, 1,6 % les transports en commun, 2,8 % s'y rendent en deux-roues, à vélo ou à pied et 3,9 % n'ont pas besoin de transport (travail au domicile).

## Culture locale et patrimoine

### Lieux et monuments
- L’église du XIXe siècle ornée de vitraux
- Le vieux bourg et ses rues escarpées et étroites
- Le four banal du Monteil
- Les bords de Loire
- La nouvelle salle des fêtes
- La maison de Rémi Richaud, joueur socle
- La maison de Sidney Govou
- Le plateau de la Chaux qui offre un panorama exceptionnel et un lieu magique pour les adeptes du cerf-volant.
- Le château de Durianne datant du XVe siècle (non ouvert à la visite)
- Les coulées de lave de Durianne
- Le château d'Elbe datant du XIXe siècle
- La pierre à bassin sur le terrain de boules à Durianne (sous le chateau).
- Les Beaunes (moulin détruit près de Durianne).

#### Pierre à bassin de Durianne
En y regardant de près, on remarque une vingtaine de cupules (il s'agit de petites cavités creusées dans la roche à faible profondeur, leur diamètre avoisine les 4 cm, elles sont intentionnelles).

### Personnalités liées à la commune
- Sidney Govou, footballeur, a résidé toute son enfance dans le lotissement du Bois de l'Homme qui surplombe le Roc Percé et la Loire.
- Joseph Terrasson de Fonfreyde (1811, Le Puy-en-Velay - 1884, Bradenton), compagnon de Gérard de Nerval dans son Voyage en Orient[27], vend en 1836 le château de Durianne qui était dans sa famille depuis 1782.